# Ludwig Matuschka
Ludwig Matuschka (30. listopadu 1859 Laxenburg – 28. srpna 1942 Neunkirchen) byl rakousko-uherský generál. V c. k. armádě sloužil od roku 1877, jako štábní důstojník vystřídal působení u řady jednotek pěchoty po celé monarchii. Několik let byl zaměstnán u c. k. válečného archivu na generálním štábu a uplatnil se jako spisovatel. Na začátku první světové války byl jmenován velitelem v Krakově, odkud byla posádka koncem roku 1914 přesunuta do Ostravy. V armádě dosáhl v roce 1914 hodnosti generála pěchoty, kvůli svému kontroverznímu působení v Ostravě byl koncem roku 1915 odvolán a od té doby žil v soukromí.

## Životopis

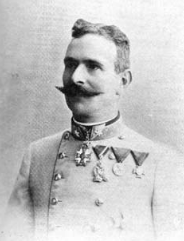

Pocházel z Horních Uher, narodil se jako syn lékaře Benedikta Matuschky (1814–1864). Reálku absolvoval v Klagenfurtu, vojenskou průpravu získal na kadetní škole v Terstu (1875–1877) a do armády vstoupil jako poručík k 7. pěšímu pluku v Klagenfurtu. V letech 1880–1882 si doplnil vzdělání na Válečné škole (K.u.k. Kriegsschule) ve Vídni a v hodnosti nadporučíka byl zařazen do sboru důstojníků generálního štábu. Poté vystřídal službu u 34. pěší brigády v Aradu a 18. pěší brigády v Praze. V letech 1886–1890 působil na generálním štábu v sekci válečného archivu a válečných dějin, v této době se uplatnil i jako spisovatel a autor odborných prací k tématu válek 18. století. Po roce 1890 vystřídal službu štábního důstojníka u 14. armádního sboru v Innsbrucku a 3. armádního sboru ve Štýrském Hradci, dva roky také strávil u 99. pěšího pluku v Jihlavě (1891–1892). Meitím postupoval v hodnostech (major 1893, podplukovník 1896) a od roku 1897 sloužil jako velitel 4. praporu u 87. pěšího pluku v Pule. V roce 1899 byl povýšen na plukovníka a v letech 1900–1905 byl velitelem 10. pěšího pluku v Jarosławi.
V roce 1905 dosáhl hodnosti generálmajora a převzal velení 71. pěší brigády v Rijece, v roce 1907 byl jako brigádní velitel přeložen do Prahy. K datu 1. listopadu 1910 získal hodnost polního podmaršála a byl jmenován velitelem 28. pěší divize v Lublani, v letech 1911–1914 byl zástupcem velitele 4. armádního sboru v Budapešti. V květnu 1914 byl uvolněn ze služebního poměru, ale po vypuknutí první světové války byl znovu povolán do aktivní služby jako velitel v Krakově. K datu 31. října 1914 byl povýšen do hodnosti titulárního generála pěchoty. V důsledku válečných událostí bylo na přelomu let 1914–1915 posádkové velitelství přemístěno z Krakova do Ostravy. Zde Matuschka proslul v rámci stanného práva nekompromisním postupem proti dezertérům a domnělým zrádcům. Do Ostravy nastoupil s heslem Civilisté musí se přede mnou třásti a brzy získal přezdívku krvavý generál. Osobně podepsal několik rozsudků smrti nad českými civilisty. Jednou z obětí Matuschkou nařízených exekucí byl novinář Josef Kotek, Kotkova vdova později požádala o revizi soudního procesu v Brně. Ve funkci posádkového velitele v Ostravě setrval do listopadu 1915, odvolán byl poté, co na frontu odeslal jednotku složenou z nemocných a boje neschopných vojáků, a poté žil v soukromí ve Vídni. Po vzniku Československa požádal o zařazení do československé armády, aby neztratil nárok na penzi, vzhledem ke svému předchozímu působení v Ostravě byl ale odmítnut.
V roce 1888 se v Lublani oženil s Luisou Keilovou (*1866), dcerou polního podmaršála Heinricha Keila (1829-1911). Z manželství se narodily tři děti. Luisin bratr Franz von Keil (1862–1945) byl admirálem u c. k. námořnictva.

## Dílo
V době svého působení ve válečném archivu na generálním štábu publikoval dvě obsáhlé práce k tématu válek Evžena Savojského. Jeho knihy jsou dodnes často citovaným pramenem a byly vydány i v cizojazyčných překladech. V současnoti jsou v digitalizované formě přístupné na webu univerzity v Innsbrucku.
- Der Türken-Krieg 1716–1718. Feldzug 1716. Feldzüge des Prinzen Eugen von Savoyen. XVI. Band.; Vídeň, 1891
- Feldzug 1717/18. Feldzüge des Prinzen Eugen von Savoyen. XVII. Band.; Vídeň, 1891

## Řády a vyznamenání
Během vojenské služby obdržel několik ocenění.
- Jubilejní pamětní medaile (1898)
- Služební odznak pro důstojníky III. třídy (1901)
- Řád železné koruny III. třídy (1905)
- Vojenský jubilejní kříž (1908)
- rytířský kříž Leopoldova řádu (1911)
- Služební odznak pro důstojníky II. třídy (1911)
- Mobilizační kříž (1913)
- Vyznamenání za zásluhy o Červený kříž s válečnou dekorací (1915)
- Řád železné koruny II. třídy s válečnou dekorací (1915)

- rytířský kříž Řádu meče (1904, Švédsko)